# 錫康克 (麻薩諸塞州)
錫康克（英語：Seekonk）是一個位於美國麻薩諸塞州布里斯托縣的鎮。

## 人口
根據2020年美國人口普查的數據，錫康克的面積為47.70平方千米，當中陸地面積為47.40平方千米，而水域面積為0.30平方千米。當地共有人口15531人，而人口密度為每平方千米326人。